# Inboedelverzekering (Nederland)

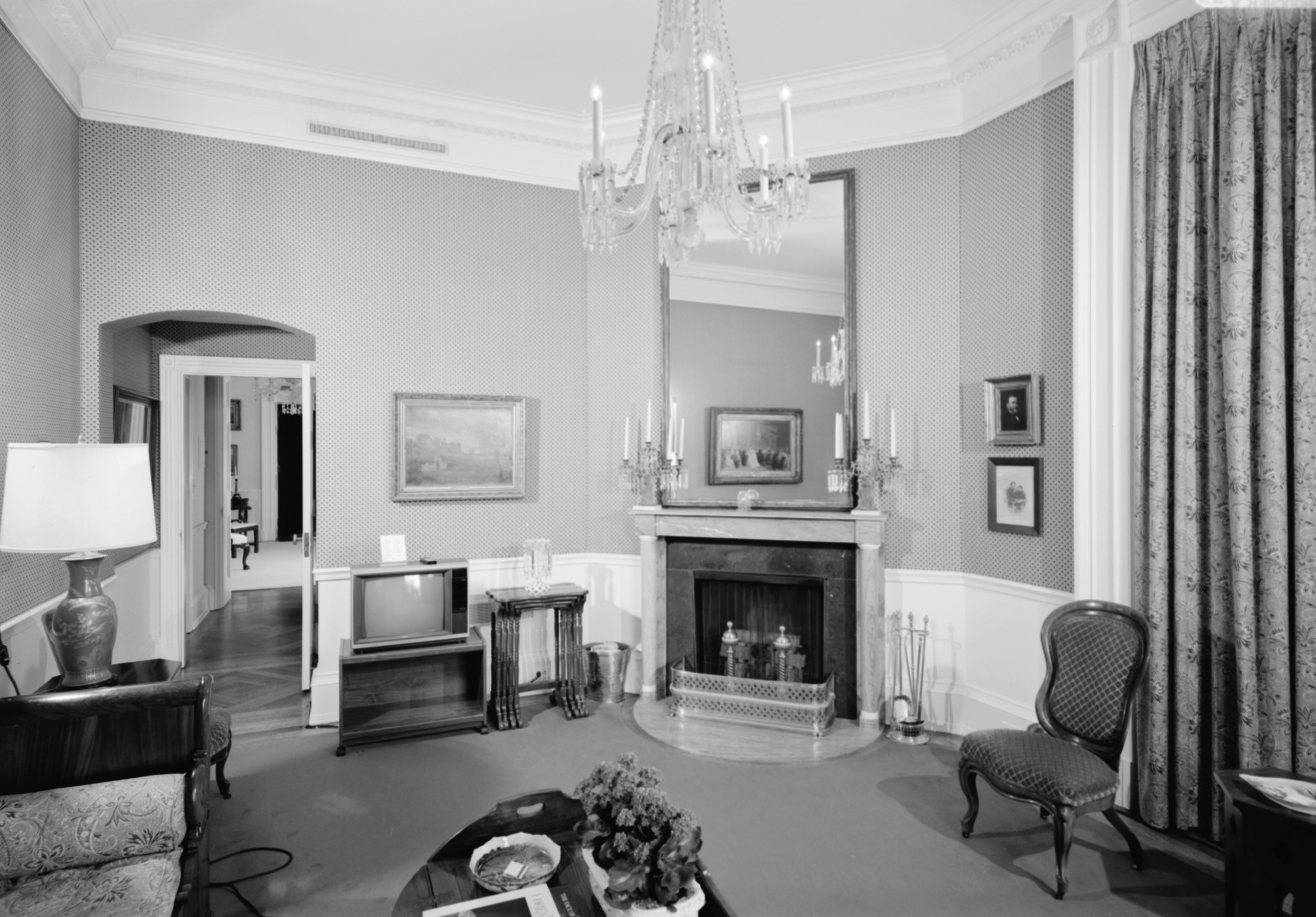
Een inboedelverzekering verzekert het interieur van een woning

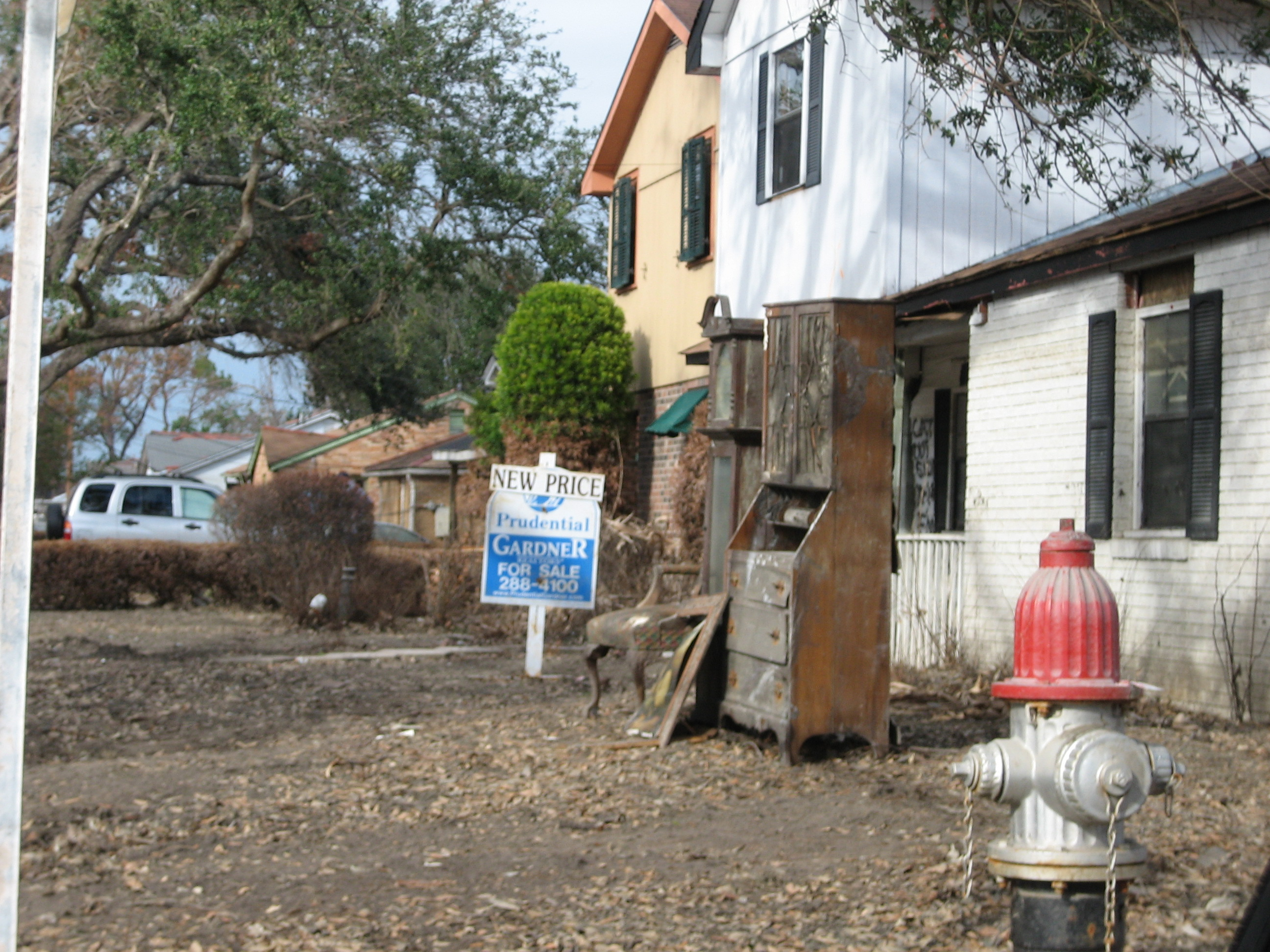
Inboedel die niet meer wordt gebruikt, zoals deze kast, stoel en klok, is tegen dagwaarde verzekerd

Een inboedelverzekering is een verzekering die de schade die men aan de inboedel (of: huisraad), alles wat in je huis staat, zoals meubels, op kan lopen door brand, storm, waterschade en inbraak dekt. Een inboedelverzekering is een schadeverzekering. 
Tussen de inboedelverzekeringen van de diverse verzekeraars bestaan inhoudelijke verschillen. Deze verschillen zijn vaak klein, zodat het goed mogelijk is een algemene omschrijving van een inboedelverzekering te geven.

## Definitie inboedel
De inboedel is alle roerende zaken die tot de particuliere huishouding van de verzekerde behoren. Eveneens tot de inboedel behoort:
- Kleine huisdieren (katten, honden, konijnen e.d.). Kleine huisdieren worden ook wel gezelschapsdieren genoemd. Grote huisdieren, vaak vee genoemd, behoren niet tot de inboedel.
- Bromfietsen
- Fietsen
- Aanhangwagens
- Tuinaanleg
- Vaartuigen, accessoires van motorrijtuigen, vaak met een bepaald maximum.
- Vloer (mits deze zwevend is gelegd)

Niet tot de inboedel behoort:
- Geld en geldswaardig papier
- Zaken, bestemd voor industriële of handelsdoeleinden
- Motorrijtuigen, met uitzondering van bromfietsen.

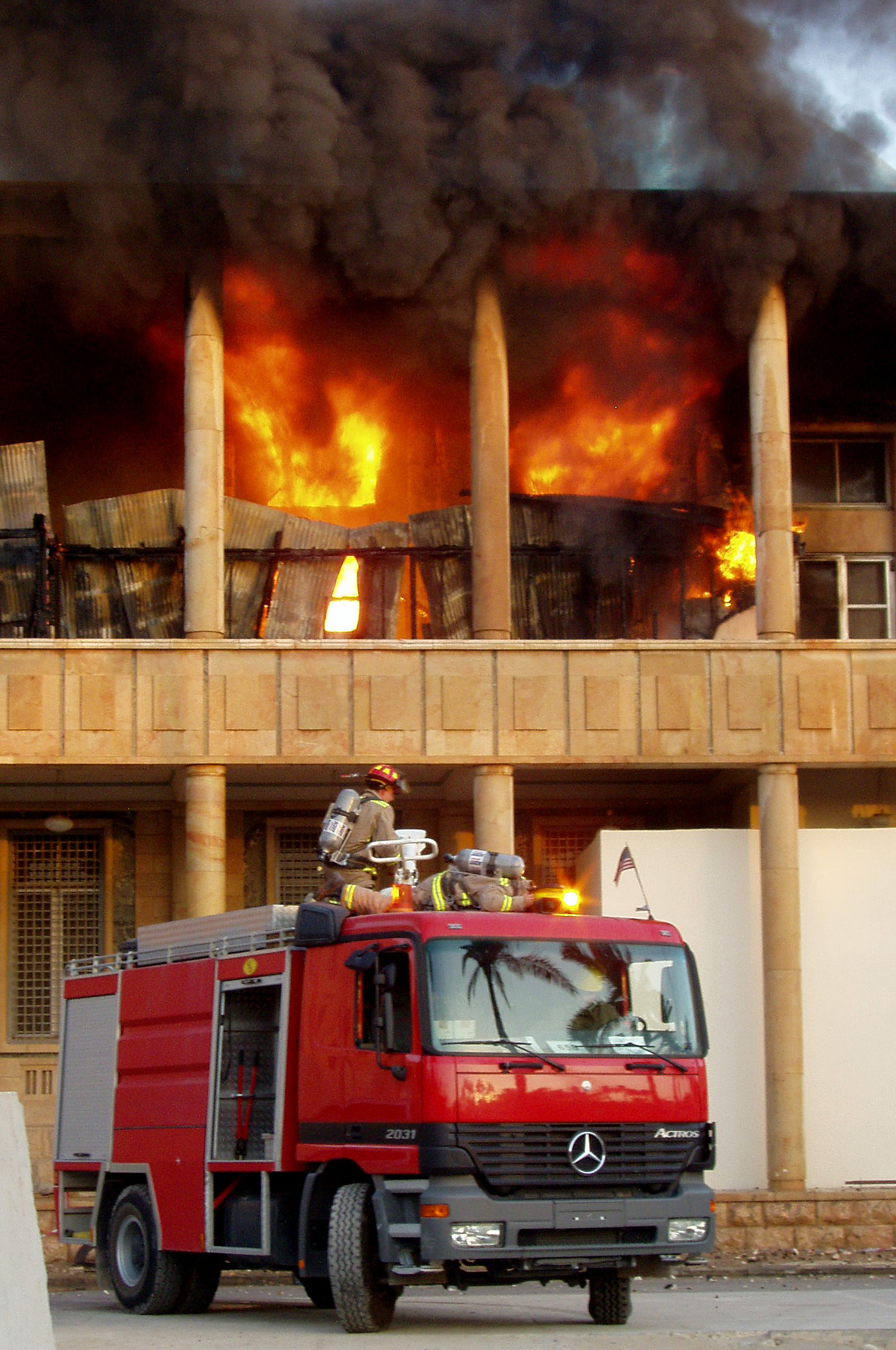
Brand is de belangrijkste dekking van de inboedelverzekering

- Gelijmde vloer

## Dekkingsvarianten
De dekking van een inboedelverzekering valt doorgaans uiteen in twee varianten:
- Extra uitgebreid (dit is de meest voorkomende en standaarddekking)
- Alle van buiten komende onheilen, ook wel allrisk genoemd.

## Verzekerde plaatsen
De dekking van de inboedelverzekering is afhankelijk van de plaats waar de inboedel zich bevindt. Er wordt onderscheid gemaakt tussen:
- In de woning
  - In voor anderen toegankelijke ruimtes in het gebouw, zoals trappenhuizen
  - Aan de buitenkant van de woning gevestigd
  - Onder afdaken, op balkons of in de tuin
- In andere gebouwen binnen Nederland

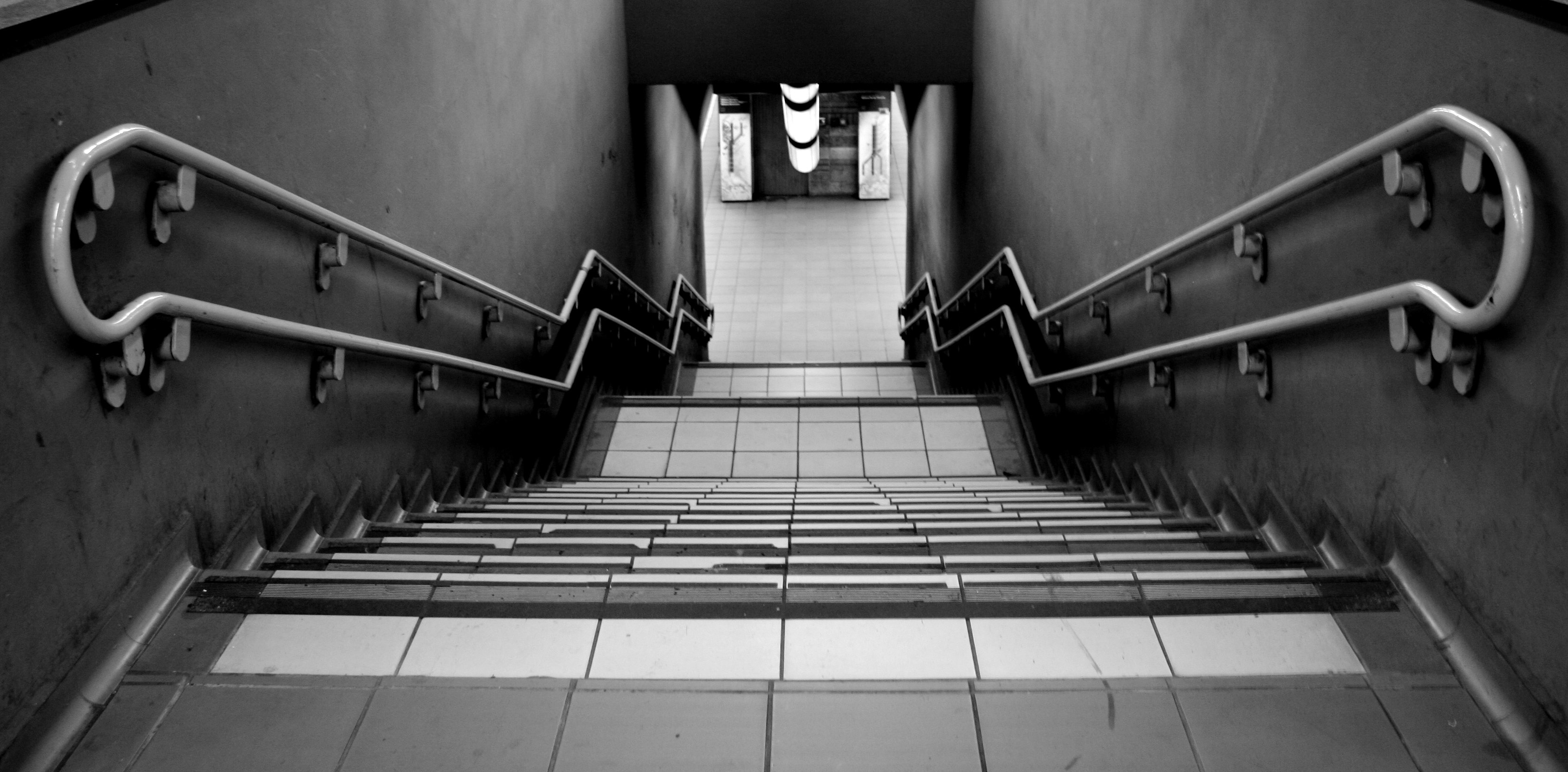
Ook in trappenhuizen, die niet tot de eigen woning behoren maar wel in hetzelfde gebouw, is de inboedel verzekerd.

- Op alle overige plaatsen

### In en bij de woning
De inboedel bevindt zich in de woning wanneer de inboedel zich in de privéruimtes van de verzekerde bevindt.

#### Trappenhuizen e.d.
Zolang de inboedel zich bevindt in hetzelfde gebouw maar niet in eigen woning (dus voor derden vrij toegankelijke ruimtes) is er eveneens dekking voor alle genoemde schadeoorzaken. Bij diefstal geldt echter de aanvullende bepaling dat er sprake moet zijn van inbraak. Dit zal vooral voorkomen bij appartementen.

#### Aan de buitenkant van de woning
Hierbij kan worden gedacht aan zonweringen en antennes. Inboedel, aan de buitenkant van de woning bevestigd, is gedekt tegen alle schades zoals omschreven, echter met uitzondering van vandalisme en diefstal.

#### Onder afdaken, op balkons of in de tuin
Hiervoor is eveneens dekking voor alle genoemde schades, echter met uitzondering van diefstal, storm, vandalisme en neerslag. Hierop is wasgoed en tuinmeubilair weer uitgezonderd: dit is wel verzekerd tegen diefstal en vandalisme.

### In andere gebouwen
In andere gebouwen is er dekking voor alle genoemde schades. Bij diefstal moet er echter wel sprake zijn van inbraak.

### Op andere plaatsen
Ook buiten de eigen woning is de inboedel verzekerd. Wanneer de inboedel zich in een auto binnen Nederland bevindt is er dekking tegen alle schades. Bij diefstal geldt de aanvullende bepaling dat de inboedel op een niet van buitenaf zichtbare plaats was opgeborgen en dat de auto goed was afgesloten. Bij diefstal uit de auto wordt maximaal € 225,-- vergoed.
Op alle overige plaatsen is de inboedel verzekerd tegen gewelddadige beroving en afpersing. Wanneer de verzekerde onder bedreiging van of met fysiek geweld gedwongen is zijn portemonnee af te staan, dan is er dus dekking op de inboedelverzekering.

## Verzekerde som
Bij het aangaan van de verzekering wordt een verzekerde som vastgesteld, die:
- het bedrag is waarvoor de verzekerde zijn belang wenst te dekken;
- het maximum aangeeft tot waar schade wordt vergoed;
- het bedrag aangeeft waarover de premie wordt berekend.

Bij een schade van enige omvang wordt vastgesteld of de verzekerde som wel in overeenstemming is met de waarde van het verzekerde object. Als het goed is, is de verzekerde som gelijk aan de werkelijke waarde. De verzekerde som kan echter ook lager of hoger zijn dan de werkelijke waarde. Ook kan het voorkomen dat hetzelfde object dubbel verzekerd is. Deze gevallen worden respectievelijk genoemd:

Schilderijen met een zeldzaamheidswaarde, zoals de Mona Lisa, zijn verzekerd tegen deze zeldzaamheidswaarde.

- onderverzekering;
- oververzekering;
- dubbelverzekering.

### Nieuwwaarde
Bij inboedelverzekeringen wordt de nieuwwaarde verzekerd. Alleen voor zaken waarvan de waarde nog boven de 40% van de nieuwwaarde ligt wordt de nieuwwaarde uitgekeerd. Van veel zaken zoals elektronische apparatuur is de waarde al na enkele jaren gedaald beneden de 40% van de nieuwwaarde. Van verzekering tegen nieuwwaarde is dus vaak geen sprake.
Zaken met een antiquarische of zeldzaamheidswaarde zijn verzekerd tegen de antiquarische of zeldzaamheidswaarde.
Bij onderstaande zaken wordt uitsluitend de dagwaarde vergoed:
- Bromfietsen, aanhangwagens, vaartuigen;
- Zaken die zijn onttrokken aan het gebruik (zoals een kinderwagen die niet meer wordt gebruikt).

### Vaststelling verzekerde som
Bij de vaststelling van de verzekerde som dient de verzekerde van al zijn bezittingen na te gaan wat de huidige nieuwwaarde is, en of de bezitting wellicht tegen dagwaarde verzekerd moet worden (zie bovenstaande opsomming). Aangezien dit in de praktijk een bewerkelijke klus is, kan de verzekerde ervoor kiezen de inboedel te laten taxeren of een inboedelwaardemeter in te vullen.
Op een inboedelverzekering geldt standaard een overdekking van 25%.

#### Taxatie
Voordelen:
- Wettelijke garantie dat de getaxeerde waarde wordt uitgekeerd (art. 7:960 BW);
- Zekerheid dat men niet is oververzekerd, zodat er niet te veel premie wordt betaald;
- De belangrijkste bezittingen worden met name in de taxatie genoemd, zodat het bezit bij schade niet meer aangetoond hoeft te worden.

Nadelen:
- Relatief hoge kosten (in de regel vanaf ca. € 250,--);
- De taxatie voorziet niet altijd in nog aan te schaffen zaken.

#### Inboedelwaardemeter
Voordelen:
- Garantie tegen onderverzekering. Dit houdt in dat de verzekeraar bij schade geen beroep zal doen op eventuele onderverzekering;
- De inboedelwaarde wordt eenvoudig vastgesteld;
- Bij de aanschaf van nieuwe zaken hoeft geen wijziging te worden doorgegeven.

Nadelen:
- Kans op oververzekering en de daarbij behorende te hoge premie;

Een inboedelwaardemeter is een door de verzekeraar opgesteld formulier. Aan de hand van gemiddelden wordt de inboedelwaarde vastgesteld. De verzekerde hoeft op het formulier alleen een aantal basisgegevens in te vullen, namelijk:
- Leeftijd hoofdkostwinner;
- Gezinssamenstelling;
- Netto maandinkomen huishouden;
- Oppervlakte van de woning

Het Verbond van Verzekeraars stelt elk jaar een inboedelwaardemeter op. De meeste verzekeraars gebruiken deze inboedelwaardemeter als leidraad.

#### Beperkingen
De inboedelwaardemeter kent voor een aantal zaken een beperking. Bij het invullen van een inboedelwaardemeter moet worden geschat wat de waarde is van een aantal zaken. Er is voor deze zaken vaak dekking tot een bepaald bedrag. Wanneer waarde het bedrag overstijgt moet dit worden doorgegeven. Het gaat hierbij om de volgende zaken, met tussen haakjes de standaard verzekerde waarde. De standaard verzekerde waarde kan enigszins verschillen van verzekeraar tot verzekeraar.
- Lijfsieraden (€ 6.000,--, bij diefstal maximaal € 2.500,--)
- Audivisuele en computerapparatuur (€ 12.500,--)
- Bijzondere bezittingen, zoals verzamelingen, kunstvoorwerpen en muziekinstrumenten (€ 15.000,--).

### Dekking boven de verzekerde som
In een aantal gevallen verleent de verzekeraar dekking boven de verzekerde som. Vaak is voor elke van de hierna genoemde dekkingen elk de hoogte van de vergoeding gemaximeerd op 10% van de verzekerde som.

#### Bereddingskosten
Voor bereddingskosten bestaat vaak een ongelimiteerde dekking. Onder bereddingskosten worden kosten verstaan die worden gemaakt voor het voorkomen of verminderen van schade, indien een schade zich verwezenlijkt of dreigt te verwezenlijken.
voorbeeld
In een woning breekt een brandje uit. De bewoners gebruiken een handblusser om het brandje te blussen. De kosten voor de nieuwe handblusser (of het vullen ervan) zijn bereddingskosten. Immers: een (geslaagde) poging om meer schade te voorkomen
Het is niet vereist dat de poging tot beredding succes heeft gehad. Wanneer het blussen in het hierboven genoemde voorbeeld geen succes had en de woning brandt helemaal af, dan moet de verzekeraar alsnog de kosten voor de handblusser vergoeden.
De belanghebbende is zelfs wettelijk verplicht (art. 7:951 lid 1 BW) binnen redelijke grenzen alle maatregelen te nemen die tot voorkoming of vermindering van de schade kunnen leiden.

#### Expertisekosten
Na een schade zal een verzekeraar doorgaans een expert inschakelen om de schade vast te stellen. De kosten voor de expert zijn boven de verzekerde som gedekt.

#### Opruimingskosten
Na een schade kunnen opruimingskosten ontstaan.
voorbeeld
Een huis brandt geheel af. Voor met de herbouw gestart kan worden, moeten de restanten worden opgeruimd. De kosten voor het opruimen zijn boven de verzekerde som gedekt

#### Kosten voor noodvoorzieningen
Kosten voor noodvoorzieningen worden vergoed. Een noodvoorziening is bijvoorbeeld een tijdelijke afsluiting als een ruit is ingegooid en er niet direct een nieuwe ruit kan worden geplaatst.

### Indexatie
De verzekerde som van de inboedelverzekering en de premie worden jaarlijks verhoogd of verlaagd met het indexcijfer voor inboedels, zoals vastgesteld door het Centraal Bureau voor de Statistiek.